# Public Service (satirgrupp)
Public Service är en satirgrupp som veckovis under åren 2001–2024 gjorde ett fast inslag med samma namn i programmet Godmorgon världen i Sveriges Radio P1. Gruppens nummer ägnades i första hand åt svensk politik och aktuella svenska händelser, och byggde till stor del på röstimitationer av kända svenska politiker och debattörer.
Bakom manuskript och medverkan stod Erik Blix och Mattias Konnebäck (tidigare även Kajsa Ingemarsson och Kristoffer Svensson) samt imitatörerna Göran Gabrielsson och Rachel Mohlin.
Till följd av ett sparpaket beslutade Sveriges Radio hösten 2023 att lägga ner inslaget. Det sista reguljära avsnittet sändes söndagen den 31 mars 2024.